# ICD-10 第十七章：先天畸形、变形和染色体异常
ICD-10 第十七章：先天畸形、变形和染色体异常，为ICD规定的各类先天畸形、变形和染色体异常。

## Q00-Q07 神经系统先天性畸形
Q00-Q07 神经系统先天性畸形
- Q00 无脑畸形和类似畸形
- Q01 脑膨出
- Q02 小头
- Q03 先天性脑积水
- Q04 脑的其他先天性畸形
- Q05 脊柱裂
- Q06 脊髓的其他先天性畸形
- Q07 神经系统其他先天性畸形

## Q10-Q18 眼、耳、面和颈部先天性畸形
Q10-Q18 眼、耳、面和颈部先天性畸形
- Q10 眼睑、泪器和眼眶先天性畸形
- Q11 无眼、小眼和巨眼
- Q12 先天性晶状体畸形
- Q13 眼前段先天性畸形
- Q14 眼后段先天性畸形
- Q15 眼的其他先天性畸形
- Q16 引起听力缺陷的耳先天性畸形
- Q17 耳的其他先天性畸形
- Q18 面和颈部的其他先天性畸形

## Q20-Q28 循环系统先天性畸形
Q20-Q28 循环系统先天性畸形
- Q20 心腔和心连接的先天性畸形
- Q21 心间隔先天性畸形
- Q22 肺动脉瓣和三尖瓣先天性畸形
- Q23 主动脉瓣和二尖瓣先天性畸形
- Q24 心脏的其他先天性畸形
- Q25 大动脉先天性畸形
- Q26 大静脉先天性畸形
- Q27 周围循环系统的其他先天性畸形
- Q28 循环系统的其他先天性畸形

## Q30-Q34 呼吸系统先天性畸形
Q30-Q34 呼吸系统先天性畸形
- Q30 鼻先天性畸形
- Q31 喉先天性畸形
- Q32 气管和支气管先天性畸形
- Q33 肺先天性畸形
- Q34 呼吸系统其他的先天性畸形

## Q35-Q37 唇裂和腭裂
Q35-Q37 唇裂和腭裂
- Q35 腭裂
- Q36 唇裂
- Q37 腭裂，伴唇裂

## Q38-Q45 消化系统的其他先天性畸形
Q38-Q45 消化系统的其他先天性畸形
- Q38 舌、口和咽的其他先天性畸形
- Q39 食管先天性畸形
- Q40 上消化道的其他先天性畸形
- Q41 小肠先天性缺如、闭锁和狭窄
- Q42 大肠先天性缺如、闭锁和狭窄
- Q43 肠的其他先天性畸形
- Q44 胆囊、胆管和肝先天性畸形
- Q45 消化系统的其他先天性畸形

## Q50-Q56 生殖器官先天性畸形
Q50-Q56 生殖器官先天性畸形
- Q50 卵巢、输卵管和阔韧带先天性畸形
- Q51 子宫和宫颈先天性畸形
- Q52 女性生殖器的其他先天性畸形
- Q53 睾丸未降
- Q54 尿道下裂
- Q55 男性生殖器官的其他先天性畸形
- Q56 性别不清和假两性同体

## Q60-Q64 泌尿系统先天性畸形
Q60-Q64 泌尿系统先天性畸形
- Q60 肾的其他萎缩性缺陷
- Q61 囊性肾病
- Q62 肾盂的先天性梗阻性缺陷和输尿管先天性畸形
- Q63 肾的其他先天性畸形
- Q64 泌尿系统的其他先天性畸形

## Q65-Q79 肌肉骨骼系统先天性畸形和变形
Q65-Q79 肌肉骨骼系统先天性畸形和变形
- Q65 髋先天性变形
- Q66 足先天性变形
- Q67 头、面、脊柱和胸的先天性肌肉骨骼变形
- Q68 肌肉骨骼的其他先天性变形
- Q69 多指/趾
- Q70 并指/趾
- Q71 上肢短缺缺陷
- Q72 下肢短缺缺陷
- Q73 四肢的短缺缺陷
- Q74 四肢的其他先天性畸形
- Q75 颅和面骨的其他先天性畸形
- Q76 脊柱及骨性胸廓先天性畸形
- Q77 骨软骨发育不良，伴有管状骨和脊柱的发育缺陷
- Q78 其他骨软骨发育不良
- Q79 肌肉骨骼系统先天性畸形，不可归类在他处者

## Q80-Q89 其他先天性畸形
Q80-Q89 其他先天性畸形
- Q80 先天性魚鱗病
- Q81 大疱性表皮松解
- Q82 皮肤的其他先天性畸形
- Q83 乳房先天性畸形
- Q84 体被的其他先天性畸形
- Q85 斑痣性错构瘤病，不可归类在他处者
- Q86 由于已知的外源性原因引起的先天性畸形综合征，不可归类他处者
- Q87 影响多系统的其他特指先天性畸形综合征
- Q89 其他先天性畸形，不可归类在他处者

## Q90-Q99 染色体异常，不可归类在他处者
- Q90 唐氏综合征
- Q91 爱德华兹综合征和帕套综合征
- Q92 常染色体的其他三体和部分三体性，不可归类在他处者
- Q93 常染色体的单体性和缺失，不可归类在他处者
- Q95 平衡重排和结构标记，不可归类在他处者
- Q96 先天性卵巢发育不全
- Q97 其他的性染色体异常，女性表型，不可归类在他处者
- Q98 其他的性染色体异常，男性表型，不可归类在他处者
- Q99 其他的染色体异常，不可归类在他处者